# Henri Queuille
Henri Queuille, född 31 mars 1884 i Neuvic, Corrèze, död 15 juni 1970 i Paris, var en fransk politiker som företrädde Parti Radical under tredje och fjärde republiken.

## Biografi
Henri Queuille var ledamot av nationalförsamlingen 1914–1935 och 1945–1958 samt senaten 1935–1940. Han ingick i en lång rad regeringar 1920–1954, till en början ofta som jordbruksminister. Under andra världskriget tillhörde han Charles de Gaulles provisoriska regering i London och Alger.
Queuille ingick 1943–1944 i befrielseutskottet i Algeriet och var därefter en av fjärde republikens främsta politiker och var konseljpresident 1948–1949, 1950 samt 1951. Han var även finansminister 1948–1949 och biträdande konseljpresident 1949–1950 samt 1952–1954. 